# Rainer Zangerl
Rainer Zangerl (* 19. November 1912 in Winterthur; † 27. Dezember 2004) war ein Schweizer Wirbeltier-Paläontologe, der in den USA wirkte.
Zangerl wurde an der Universität Zürich bei Bernhard Peyer promoviert und ging 1937 in die USA. Er war Kurator für fossile Reptilien am Field Museum of Natural History in Chicago und stand dort auch zeitweise der Geologischen Abteilung vor.
Mit seinem Kollegen Eugene Richardson gelangen ihm in den 1950er und 1960er Jahren Entdeckungen der Fossilien von Haien in Parkes County, Indiana. Neben fossilen Haien waren ein weiterer Schwerpunkt seiner Arbeit fossile Schildkröten.
2003 erhielt er die Romer-Simpson-Medaille der Society of Vertebrate Paleontology, die er mitgründete und deren Ehrenmitglied und Präsident er war.